# Río Combeima
 (octobre 2013).
Le río Combeima est une rivière de Colombie et un affluent du río Coello dans le bassin du Río Magdalena.

## Géographie
Le río Combeima prend sa source sur les flancs du Nevado del Tolima, dans la cordillère Centrale, dans le département de Tolima. Il coule ensuite vers le sud-est, traverse la ville d'Ibagué avant de rejoindre le río Coello.